# Igreja de São Salvador do Mundo (Ribeirinha)
Igreja de Santíssimo Salvador do Mundo, Ribeirinha, ilha de São Miguel , Açores.
Segundo descreve Gaspar Frutuoso, na sua conhecida crónica, a igreja primitiva que no lugar da Ribeirinha tinha a invocação do Senhor Salvador do Mundo, era uma pequena ermida erguida junto às casas de Catarina Ferreira, mulher que foi de Antão Róis da Câmara, tendo a mesma pertencido aos ascendentes da casa dos Condes da Silva  (in «O Preto no Branco», II, 183).
Tem essa ermida a sua história no século XVII, pois foi nela que, segundo informa frei Agostinho de Monte Alverne (OFM) no seu manuscrito "Crónica da Província de São João Evangelista", se recolheram os Recoletos fugidos do Vale das Furnas, depois da grande erupção de 2 de Setembro de 1630.
Só em 1674 foi o lugar da Ribeirinha elevado a curato por mandado do Bispo de Angra do Heroísmo, D. Frei Lourenço de Castro.
A mesma ermida serviu de paroquial do lugar até princípios do século passado, pois só depois do ano de 1830 se cuidou de edificar em outro lugar a nova igreja com a mesma invocação de Santíssimo Salvador do Mundo.
É, por conseguinte, um dos templos mais modernos da ilha, como mais moderna é a respectiva, freguesia. No entanto, pelo seu exterior que muito se assemelha à maioria dos templos micaelenses e ainda pelo seu interior onde se contemplam alguns retábulos interessantes e ainda sugestivas imagens, ele constitui um monumento digno de apreço, erguido como foi graças à devoção dos respectivos paroquianos que não tinham grandes posses.